# Utopileus semiigneus
Utopileus semiigneus är en skalbaggsart som först beskrevs av Aurivillius 1907.  Utopileus semiigneus ingår i släktet Utopileus och familjen långhorningar. Inga underarter finns listade i Catalogue of Life.